# Giambattista Picone
Giambattista Picone (Agrigento, 1814 – 1888) è stato un giurista, politico e scrittore italiano.

## Biografia
Nato ad Agrigento da Nicolò e Francesca Formica e fratello dello storico e archeologo Giuseppe Picone, fu avvocato, magistrato (ricoprì tra l'altro la carica di Procuratore del Re a Trapani), scrittore e latinista.
Nel 1847 vince il concorso in magistratura. Due anni dopo torna all'esercizio dell'avvocatura, riscuotendo vasta stima per le sue eminenti qualità professionali e umane. L'8 aprile 1861 entra a far parte della Camera di disciplina degli Avvocati presso il Tribunale civile di Girgenti, istituita per decreto del Luogotenente Generale del Re nelle Provincie siciliane Massimo Cordero di Montezemolo.
Patriota e liberale, nel gennaio 1861 si presenta alle prime elezioni convocate alla vigilia della proclamazione del Regno d'Italia. La sua candidatura prevale largamente sulle altre e il 14 aprile, nel ballottaggio egli diviene il primo deputato per il collegio elettorale di Girgenti alla VIII Legislatura della Camera dei Deputati.
Meno di un anno dopo, nel marzo del 1862, dà le dimissioni: formalmente per motivi di salute che gli rendevano gravosi i viaggi dalla Sicilia a Torino, ove sedeva il Parlamento; ma la vera motivazione sembra essere stata la delusione per la maniera in cui l’unità d’Italia, proclamata dopo l’annessione del Regno delle Due Sicilie, veniva colà concepita rendendo manifeste le differenze tra la logica di Stato piemontese e le ragioni dei patrioti meridionali. Per i medesimi motivi si dimisero altri parlamentari del sud, quali il siciliano Nicolò Turrisi Colonna e il napoletano Francesco Proto duca di Maddaloni.
La sua opera “Il diritto conculcato” fu all'epoca giudicata “di somma importanza sociale pei tempi nostri”.

## Pubblicazioni
- Ragioni del cavaliere Francesco Cannarella Cannada contro il cavaliere Giuseppe Cannarella Cannada, Palermo 1857
- Breve ragguaglio sopra ciò che ultimamente erasi incominciato a scoprire a Segesta – Palermo 1857
- Agli onesti – Palermo 1864
- Memoria sulla necessità di una riforma agli studj del seminario di Girgenti – Palermo 1840
- Sulla primalità del diritto – Girgenti 1870
- Le decime della Chiesa agrigentina contro i possessori di terreni in Licata – Girgenti 1872
- Il moderno dissidio tra la Chiesa e l'Italia – Palermo 1878
- Gesù Cristo e la sua religione – Milano 1880
- Il diritto conculcato – Girgenti 1884
- L'avv. G.B. Picone contro i conjugi Castiglione Vasquin – Girgenti 1885
- Osservazioni critiche sulla istituzione dei Giurati – Girgenti 1886

## Fonti
- Decreto dell'8 aprile 1861 che istituisce in Girgenti la Camera di Disciplina degli Avvocati – Firmato dal Luogotenente Generale del Re, Montezemolo
- Gazzetta della Camera dei Deputati, sessione del 29 aprile 1861
- Gazzetta della Camera dei Deputati, sessione del 5 giugno 1861
- Gazzetta della Camera dei Deputati, sessione del 21 giugno 1861
- Gazzetta della Camera dei Deputati, sessione del 7 marzo 1862
- Per le pubblicazioni: Risultati sintetici Catalogo SBN
- La Civiltà cattolica, Volume 8, cit. "di somma importanza sociale pei tempi nostri"